# 鄧士昌
鄧士昌（1573年—1623年），字尔炽，號龍門，四川順慶府广安州人，明朝政治人物。

## 生平
万历十九年（1591年）辛卯科四川乡试举人，三十五年（1613年）辛丑科進士，授南京户部主事，晉本部郎中，四十一年出知浙江处州府知府，四十四年升湖廣按察司衡永道副使。

## 家族
曾祖鄧益，王府典膳。祖父鄧采，监生。父鄧自任，王府典膳。母熊氏。重庆下。
弟鄧士廉，崇禎癸未進士。